# Bangladesz na Letnich Igrzyskach Olimpijskich 2016
Bangladesz na Letnich Igrzyskach Olimpijskich 2016 reprezentowało 7 zawodników – 4 mężczyzn i 3 kobiety.
Był to dziewiąty start reprezentacji Bangladeszu na letnich igrzyskach olimpijskich.

## Reprezentanci

### Golf
| Zawodnik        | Konkurencja | Runda 1 | Runda 2 | Runda 3 | Runda 4 | Razem  | Razem       | Razem   |
| Zawodnik        | Konkurencja | Punkty  | Punkty  | Punkty  | Punkty  | Punkty | Poniżej par | Pozycja |
| --------------- | ----------- | ------- | ------- | ------- | ------- | ------ | ----------- | ------- |
| Siddikur Rahman | mężczyźni   | 75      | 70      | 75      | 75      | 295    | +11         | 58.     |

### Lekkoatletyka
Mężczyźni
| Zawodnik      | Konkurencja | Eliminacje | Eliminacje | Ćwierćfinał | Ćwierćfinał | Półfinał | Półfinał | Finał | Finał   |
| Zawodnik      | Konkurencja | Wynik      | Miejsce    | Wynik       | Miejsce     | Wynik    | Miejsce  | Wynik | Miejsce |
| ------------- | ----------- | ---------- | ---------- | ----------- | ----------- | -------- | -------- | ----- | ------- |
| Masbah Ahmmed | 100 m       | 11,34      | 4.         | NQ          | NQ          | NQ       | NQ       | NQ    | NQ      |

Kobiety
| Zawodniczka  | Konkurencja | Eliminacje | Eliminacje | Ćwierćfinał | Ćwierćfinał | Półfinał | Półfinał | Finał | Finał   |
| Zawodniczka  | Konkurencja | Wynik      | Miejsce    | Wynik       | Miejsce     | Wynik    | Miejsce  | Wynik | Miejsce |
| ------------ | ----------- | ---------- | ---------- | ----------- | ----------- | -------- | -------- | ----- | ------- |
| Shirin Akter | 100 m       | 12,99      | 5.         | NQ          | NQ          | NQ       | NQ       | NQ    | NQ      |

### Łucznictwo
Kobiety
| Zawodniczka | Konkurencja   | Runda rankingowa | Runda rankingowa | 1/32                | 1/16                | 1/8                 | Ćwierćfinały        | Półfinały           | Finał/BM            | Finał/BM |
| Zawodniczka | Konkurencja   | Wynik            | Rozstawienie     | Przeciwniczka Wynik | Przeciwniczka Wynik | Przeciwniczka Wynik | Przeciwniczka Wynik | Przeciwniczka Wynik | Przeciwniczka Wynik | Pozycja  |
| ----------- | ------------- | ---------------- | ---------------- | ------------------- | ------------------- | ------------------- | ------------------- | ------------------- | ------------------- | -------- |
| Shamoli Ray | indywidualnie | 600              | 53.              | Bayardo P 0-6       | NQ                  | NQ                  | NQ                  | NQ                  | NQ                  | NQ       |

### Pływanie
Mężczyźni
| Zawodnik              | Konkurencja          | Eliminacje | Eliminacje | Półfinał | Półfinał | Finał | Finał   |
| Zawodnik              | Konkurencja          | Wynik      | Miejsce    | Wynik    | Miejsce  | Wynik | Miejsce |
| --------------------- | -------------------- | ---------- | ---------- | -------- | -------- | ----- | ------- |
| Mahfizur Rahman Sagor | 50 m stylem dowolnym | 23,92      | 54.        | NQ       | NQ       | NQ    | NQ      |

Kobiety
| Zawodniczka | Konkurencja          | Eliminacje | Eliminacje | Półfinał | Półfinał | Finał | Finał   |
| Zawodniczka | Konkurencja          | Wynik      | Miejsce    | Wynik    | Miejsce  | Wynik | Miejsce |
| ----------- | -------------------- | ---------- | ---------- | -------- | -------- | ----- | ------- |
| Sonia Aktar | 50 m stylem dowolnym | 29,99      | 69.        | NQ       | NQ       | NQ    | NQ      |

### Strzelectwo
Mężczyźni
| Zawodnik          | Konkurencja               | Kwalifikacje | Kwalifikacje | Finał | Finał   |
| Zawodnik          | Konkurencja               | Wynik        | Pozycja      | Wynik | Pozycja |
| ----------------- | ------------------------- | ------------ | ------------ | ----- | ------- |
| Abdullah Hel Baki | karabin pneumatyczny 10 m | 621,2        | 25.          | NQ    | NQ      |